# 매곡중학교
매곡중학교(梅谷中學校)는 대한민국 울산광역시 북구 매곡동에 있는 공립 중학교이다.

## 학교 연혁
- 2006년 5월 15일 : 매곡중학교 학교 준공 완료
- 2007년 2월 21일 : 매곡중학교 설립 인가(7학급)
- 2007년 3월 1일 : 초대 김정근 교장 부임
- 2007년 3월 5일 : 제1회 신입생 입학(7학급 222명 입학)
- 2007년 6월 5일 : 개교기념식
- 2023년 3월 2일 : 제17회 신입생 입학(12학급 340명 입학)
- 2023년 9월 1일 : 제9대 김성기 교장 부임
- 2024년 1월 5일 : 제15회 졸업식(12학급 353명, 총 4,575명 졸업)

## 참고 자료
- 매곡중학교 - 한국교육학술정보원 학교알리미